# Душан Пуђа
Душан Пуђа (Сремска Митровица, 4. март 1922 — Београд, 3. новембар 1973) био је учесник Народноослободилачке борбе и друштвено политички радник Социјалистичке Републике Србије.

## Биографија
Рођен је 4. марта 1922. године у Сремској Митровици. Његова породица се касније преселила у Земун, где је његов отац држао кафану.
У земунској фабрици авиона „Икарус” изучавао је металостругарски занат. Ту се још као омладинац повезао са комунистима и постао присталица револуционарног радничког покрета. Од 1935. до 1938. радио је у „Икарусу”, а потом је прешао у Раковицу, где је радио у Индустрији мотора.
Учесник је Народноослободилачког рата од 1941. године. Налазио се на дужностима — политичког комесара Одреда и секретара Окружног комитета КПЈ за лесковачки и врањски округ.
После ослобођења Југославије, био је секретар Градског народноослободилачког одбора у Београду, члан Покрајинског комитета СКОЈ-а за Србију, члан Окружног комитета КПЈ за Зајечар, директор Главне дирекције дрвне индустрије. Налазио се и на дужностима у привреди, био је директор фабрике „Иво Лола Рибар” у Железнику и председник Привредне коморе Београда, од 1965. године.
У више сазива је биран за народног посланика у Веће произвођача Скупштине СР Србије, а био је и секретар, потпредседник и председник Републичког већа Савеза синдиката Србије. На Четвртом и Петком конгресу СК Србије био је биран за члана Централног комитета Савеза комуниста Србије.
Био је у браку са Луном Коен Пуђа (1919—2003), такође учесницом НОР од 1941, са којом је имао двоје деце.
Умро је 1973. године у Београду и сахрањен је у Алеји заслужних грађана на Новом гробљу.
Носилац је Партизанске споменице 1941. и других југословенских одликовања, међу којима је Орден рада са црвеном заставом.